# 8960 Luscinioides
8960 Luscinioides è un asteroide della fascia principale. Scoperto nel 1960, presenta un'orbita caratterizzata da un semiasse maggiore pari a 2,8992153 UA e da un'eccentricità di 0,0785024, inclinata di 3,39074° rispetto all'eclittica.